# Rim (Bajska mikroregija, Mađarska)
Rim (mađ. Rém) je selo u južnoj Mađarskoj.

## Upravna organizacija
Upravno pripada Bajskoj mikroregiji u Bačko-kiškunskoj županiji.
Poštanski broj je 6446.

## Zemljopis
Nalazi se na 46°15' sjeverne zemljopisne širine i 19°09' istočne zemljopisne dužine.
Zauzima površinu od 39,93 km2, a u Rimu živi 1432 stanovnika (stanje 2005.).

## Povijest
Selo je prije imalo hrvatsko stanovništvo. Mjesni Hrvati su pripadali etničkoj skupini Bunjevaca.
Kasnijim procesima odnarođivanja, što prirodnom, što nasilnom asimilacijom, mjesni su Hrvati nestali.